# Staatliche Universität für Architektur und Bauwesen Woronesch

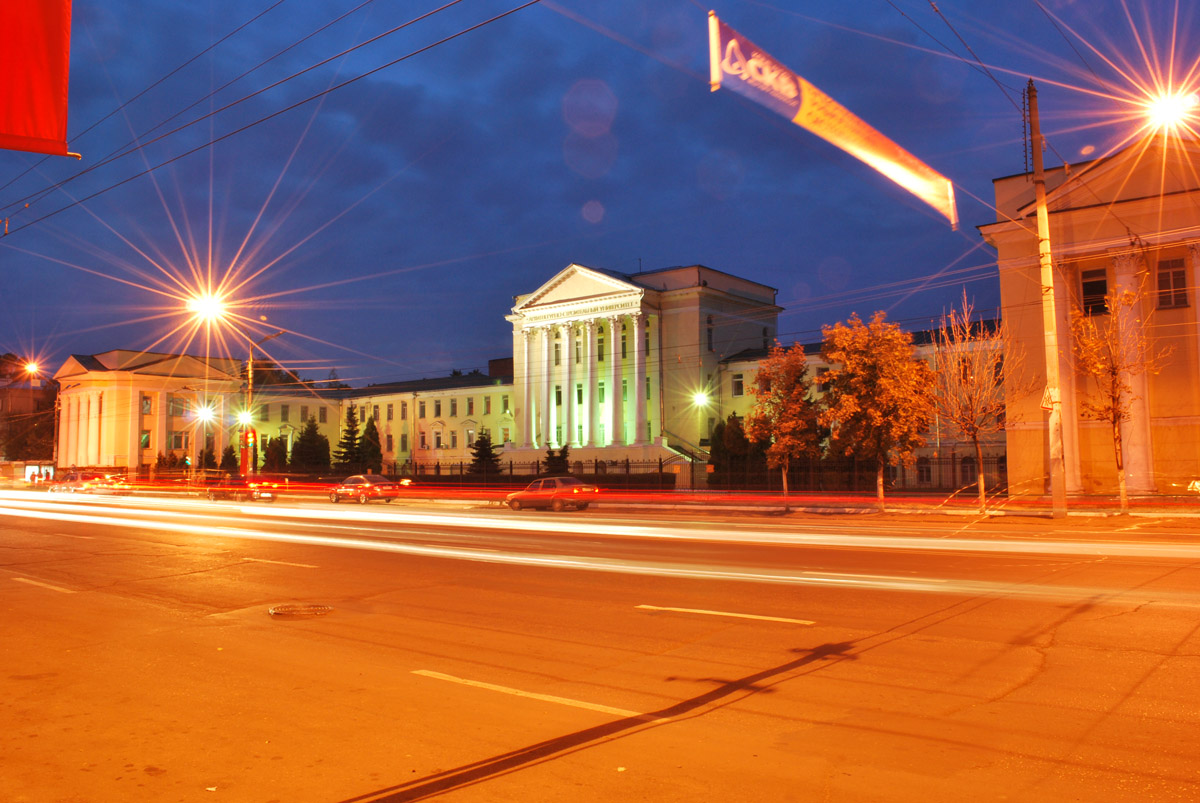
Hauptgebäude der VGASU

Die Staatliche Universität für Architektur und Bauwesen Woronesch (VGASU) (russisch Воронежский государственный архитектурно-строительный университет) ist eine staatliche Universität für Architektur und Bauwesen in Russland.

## Geschichte
Am 24. August 1930 wurde in Woronesch die Hochschule für Bauingenieurwesen gegründet. 1993 wurde sie in Staatliche Akademie für Architektur und Bauwesen und 2000 in Staatliche Universität für Architektur und Bauwesen Woronesch umbenannt. Heute studieren dort ca. 9.000 Studenten aus aller Welt.

## Fakultäten
Es gibt 10 Fakultäten. Es ist möglich, in 29 Studiengängen einen Abschluss zu erreichen.
- Fakultät für Bauwesen
- Fakultät für Architektur
- Fakultät für Bautechnologie
- Fakultät für Mechanik und Straßenverkehr
- Fakultät für Ingenieursysteme und Einrichtungen
- Fakultät für Wirtschaftslehre und Management
- Fakultät für Automatisierung und Informationssysteme
- Fakultät für Sozial- und Geisteswissenschaften
- Fakultät für Internationales
- Fakultät für Fernstudium